# ضربه عالی انتقام پاکوتاه
ضربه عالی انتقام پاکوتاه (کره‌ای: 하이킥!: 짧은 다리의 역습; لاتین‌نویسی اصلاح‌شده: Haikik: Jjalbeun Dariui Yeokseup) یک مجموعهٔ تلویزیونی سیتکام کره جنوبی است که از ۱۹ سپتامبر ۲۰۱۱ تا ۲۹ مارس ۲۰۱۲ از ام‌بی‌سی پخش شد. این مجموعه حول محور خانوادهٔ آقای آن و همسایه‌هایش می‌چرخد.